# Archie Hamilton
Archie Hamilton (ur. 26 marca 1991 roku w Londynie) – brytyjski kierowca wyścigowy.

## Kariera
Hamilton rozpoczął karierę w międzynarodowych wyścigach samochodowych w 2008 roku od startów w Club Formula Ford National, gdzie jednak nie zdobywał punktów. W późniejszych latach Brytyjczyk pojawiał się także w stawce Festiwalu Formuły Ford, Brytyjskiej Formuły Renault Protyre BARC, Brytyjskiej Formuły Ford, Britcar Silverstone 24hr, Francuskiego Pucharu Porsche Carrera, Brytyjskiego Pucharu Porsche Carrera, Blancpain Endurance Series, 24H Dubai, International GT Open, Copa de España, City Challenge Baku, American Le Mans Series, Continental Tire Sports Car Challenge, Spanish GT Championship, FIA World Endurance Championship oraz 24-godzinnego wyścigu Le Mans.